# 田庚
田庚（？—？），安徽省鳳陽府懷遠縣，清朝政治人物、進士出身。
光緒十六年，登庚寅恩科進士，同年五月，改翰林院庶吉士。光緒十八年五月，散館，授翰林院編修。1905年，接替丁之栻任松江府知府一职，1905年由戚扬接任。